# Shunsuke Izumiya
Shunsuke Izumiya (26 de enero de 2000) es un deportista de Japón que compite en atletismo. Ganó una medalla de bronce en el Campeonato Mundial de Atletismo Sub-20 de 2018, en la prueba de 110 m vallas.